# Hilary Putnam
Hilary Whitehall Putnam, född 31 juli 1926 i Chicago, Illinois, död 13 mars 2016 i Boston, Massachusetts, var en amerikansk filosof. Putnam var en central figur inom västerländsk filosofi sedan 1960-talet, särskilt inom medvetandefilosofi, språkfilosofi och vetenskapsfilosofi. Han var känd för sin villighet att använda samma stränghet inför sina egna filosofiska positioner som för andras, där varje ståndpunkt utsattes för en noggrann analys till dess att han hittade några felaktigheter i den. Han fick följaktligen ett rykte om sig att ofta byta ståndpunkt.
Inom medvetandefilosofin var Putnam känd för sitt argument mot identitetsteorin angående mentala och fysiska tillstånd, baserat på hans hypotes om multipel realiserbarhet av det mentala, och för sin funktionalism, en inflytelserik teori inom kropp–själ-problematiken. Inom språkfilosofin utvecklade han tillsammans med Saul Kripke och andra den kausala referensteorin, och formulerade en ny teori om mening, uppfunnit semantisk externalism baserat på ett berömt tankeexperiment som kallas Tvillingvärlden.
Inom matematikfilosofi utvecklade han och hans mentor W. V. Quine tesen Quine-Putnam indispensability thesis, ett argument för de matematiska entiteternas verklighet. Han intog senare synen att matematiken inte är rent logisk, utan ”kvasiempirisk”. Inom epistemologin var han känd för sitt tankeexperiment Hjärnor i näringslösning, som är ett argument mot epistemologisk skepticism. Inom metafysiken försvarade han ursprungligen en position som kallas metafysisk realism, men blev senare av dess mest framstående kritiker. Först antog han en ståndpunkt som han kallade ”intern realism”, som han senare övergav till förmån för en pragmatiskt inspirerad direkt realism. Hans ”direkta realism” syftade till att få tillbaka det metafysiska studiet till det sätt människor faktiskt upplever världen, och han förkastade därmed idén om mentala representationer, sinnesdata och andra mellanting mellan medvetandet och världen.
Utanför filosofin har Putnam bidragit till matematiken och datavetenskapen. Han utvecklade Davis-Putnam-algoritmen för det booleska satisfieringsproblemet, tillsammans med Martin Davis, och hjälpte till att visa på omöjligheten att lösa Hilberts tionde problem. Han var tidvis en politiskt kontroversiell figur, främst för sitt engagemang inom det amerikanska kommunistpartiet Progressive Labor Party under slutet av 1960-talet och början på 1970-talet.

## Liv
Putnam föddes i Chicago i Illinois 1926. Hans far, Samuel Putnam, var journalist och översättare och skrev för Daily Worker, som var USA:s kommunistiska partis tidning. På grund av faderns kommunistiska hållning fick Putnam en sekulär uppväxt, även om hans mor, Ritva, var judisk. Familjen bodde i Frankrike fram till 1934, då de återvände till USA, där de slog sig ned i Philadelphia i Pennsylvania. Putnam studerade matematik och filosofi vid University of Pennsylvania, tog kandidatexamen och blev medlem av det filomateanska sällskapet, USA:s äldsta litterära sällskap. Han gick vidare och tog examen i filosofi vid Harvard University, och senare vid University of California, Los Angeles, där han 1951 avlade doktorsexamen på en avhandling med titeln The Meaning of the Concept of Probability in Application to Finite Sequences. Putnams lärare Hans Reichenbach (som också var hans handledare under doktorandstudierna) och Rudolf Carnap var framstående figurer inom den logiska positivismen, den tidens dominerande filosofiska skola. En av Putnams mest konsistenta ståndpunkter var att avfärda att den logiska positivismen skulle vara självförgörande.
Efter att under en kort period ha undervisat vid Northwestern University, Princeton University och Massachusetts Institute of Technology (MIT) flyttade han 1965 till Harvard med sin fru, Ruth Anna Putnam, som även hon undervisade i filosofi vid MIT. Hilary och Ruth Anna gifte sig 1962. Ruth Anna föddes i München i Tyskland 1927 som dotter till antinazistiska politiska aktivister och fick, i likhet med Putnam, en ateistisk uppfostran. Putnams, som starkt vände sig mot den antisemitism de hade mött som unga, beslutade sig för att skapa ett traditionellt judiskt hem till sina barn. Eftersom de inte hade någon erfarenhet av judiska ritualer, bjöd de in andra judiska familjer till seder. De ”hade ingen aning hur [de själva] skulle göra”, enligt Ruth Anna själv. De började därför studera judiska ritualer och hebreiska, och blev allt mer intresserade av det judiska och började identifiera och aktivera sig inom kulturen. 1994 firade Hilary Putnam en försenad bar mitzvah, och hans fru hade sin bat mitzvah fyra år senare.
Putnam var en omtyckt lärare vid Harvard. I överensstämmelse med familjens tradition var han också politiskt aktiv. Under 1960-talet och i början av 1970-talet stödde han aktivt den amerikanska medborgarrättsrörelsen och motståndet mot Vietnamkriget. Han organiserade 1963 en av de första fakultets- och studentkommittéerna mot kriget vid MIT. Han uttryckte offentligt sin ilska över David Halberstams reportage. Putnam störde sig på ett uttalande av Halberstam som han tolkade som att USA ”försvarade” sydvietnamesiska bönder från Vietcong, genom att förgifta deras skördar. Efter att ha flyttat till Harvard 1965 organiserade han protester på universitetsområdet och började undervisa i marxism. Han blev en officiell fakultetsrådgivare till Students for a Democratic Society och blev 1968 medlem i Progressive Labor Party (PLP).
Efter 1968 fokuserades hans politiska aktivism på PLP. Harvarduniversitetets ledning betraktade denna aktivitet som störande och försökte censurera honom, men två andra fakulteter kritiserade detta. Putnam bröt helt banden med PLP 1972. Han förklarade 1997, vid ett möte med gamla aktivister vid Arlington Street Church i Boston, att hans engagemang inom PLP var ett misstag. Han sade att han hade blivit imponerad av deras villighet att bygga allianser och organiseringsförsök inom de väpnade styrkorna.
Han valdes 1976 till ordförande i American Philosophical Association, och nästföljande år till Walter Beverly Pearson Professor of Mathematical Logic, som ett erkännande av hans bidrag till logikfilosofin och matematiken. Även om han bröt med sitt radikala förflutna övergav han aldrig sin övertygelse om att akademiker har ett särskilt socialt och etiskt ansvar gentemot samhället. Hans politiska åsikter var fortfarande framåtriktade och progressiva, vilket uttrycktes i hans artiklar How Not to Solve Ethical Problems (1983) och Education for Democracy (1993).
Putnam var ledamot i American Academy of Arts and Sciences, och korrespondernade ledamot i British Academy. Han gick i pension i juni år 2000. Han var också Cogan University Professor Emeritus vid Harvarduniversitetet. Hans arbeten står att finna i hans samlade verk om fem band, i sju böcker och över 200 artiklar. Hans förnyade intresse för judendom inspirerade honom att ge ut flera böcker och uppsatser under senare tid. Han och hans fru skrev tillsammans flera böcker om den amerikanska pragmatismen under det sena 1800-talet.
Hilary Putnam tilldelades Rolf Schockpriset i logik och filosofi 2011 ”för hans bidrag till förståelsen av semantiken för teoretiska termer och termer för naturliga sorter, och av denna semantiks konsekvenser för språkfilosofi, kunskapsteori, vetenskapsteori och metafysik”.
Putnam avled 13 mars 2016, 89 år gammal.

## Medvetandefilosofi

### Multipel realiserbarhet

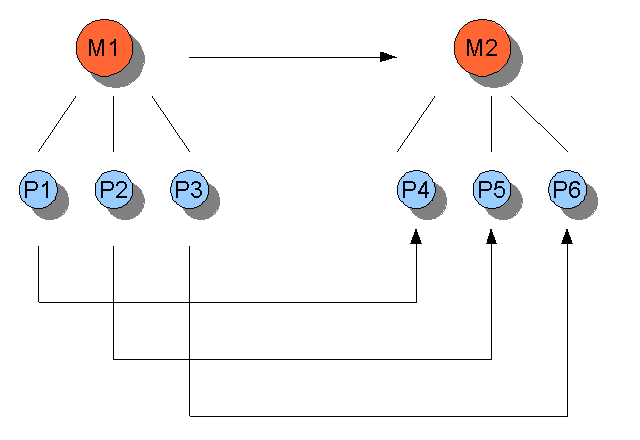
Illustration över multipel realiserbarhet. M står för det mentala och P för det fysiska. Man ser att mer än ett P kan exemplifiera ett M men inte vice versa. Kausala relationer mellan tillstånden representeras av pilarna (M1 går till M2 etc.).

Putnams mest välkända arbete är inom medvetandefilosofin. Hans mest berömda bidrag inom området publicerades i flera artiklar under sent 1960-tal, som behandlade hypotesen om multipel realiserbarhet. I artiklarna argumenterade Putnam mot identitetsteorin påstående att det inte är nödvändigt sant att ”smärta är identiskt med utlösande av C-fiber” (C-fibre). Smärta kan, enligt Putnams artiklar, korrespondera med helt olika fysiska tillstånd hos nervsystemet i olika organismer, men de har ändå samma ”upplevelse av smärta”.
Putnam hänvisade till exempel från djurvärlden för att illustrera sin tes. Han frågade om det var rimligt att anta att diverse djurs hjärnstruktur realiserar smärta eller andra mentala tillstånd, på samma sätt. Om de inte har samma form av hjärnstruktur så kan de heller inte dela samma mentala tillstånd och egenskaper. Svaret på denna gåta måste vara att mentala tillstånd realiseras av olika fysiska tillstånd hos olika arter. Putnam tog argumentet ett steg längre och frågade om nervsystemen hos sådana väsen eller ting som utomjordiskt liv, intelligenta robotar och andra kisel-baserade livsformer. Dessa hypotetiska entiteter bör inte anses sakna förmågan att uppleva smärta, endast därför att de saknar samma neurokemi som människor. Han drog slutsatsen att hade gjort en ”ambitiös” och ”högst otrolig” förmodan som kunde motbevisas med ett exempel på multipel realiserbarhet. Detta argument kallas ibland ”sannolikhetsargumentet”.
Putnam formulerade ett kompletterande argument, baserat på vad han kallade ”funktionell isomorfism”. Han definierade detta på följande sätt: ”Två system är funktionellt isomorfiska om ’tillstånden hos de två korresponderar på ett sätt som bevarar funktionella förhållanden’.” I fallet med datorer är två maskiner funktionellt isomorfiska om och endast om tillståndens sekventiella förhållanden i den första exakt speglas av tillståndens sekventiella förhållanden hos den andra. Därför kan en dator gjord av kiselchips och en dator gjord av kugghjul och hjul vara funktionellt isomorfiska men vara uppbyggda på olika sätt. Funktionell isomorfism implicerar multipel realiserbarhet. Detta argument kallas ibland för ett ”a priori-argument”.
Jerry Fodor, Putnam och andra lade märke till att multipel realiserbarhet, förutom att vara ett effektivt argument mot identitetsteorier, också implicerar att alla lågnivåförklaringar av högre nivåers mentala fenomen är otillräckligt abstrakta och allmänna. Funktionalismen, som likställer mentala tillstånd med funktionella sorter som uteslutande karaktäriseras i termer av orsak och verkan, abstraherar från den mikrofysiska nivån, och tycks därför vara en bättre förklaring av förhållandet mellan kropp och medvetande. Det finns faktiskt många funktionella sorter, som råttfällor, mjukvara och bokhyllor, som multipelt realiseras på den fysiska nivån.

### Maskintillståndsfunktionalism

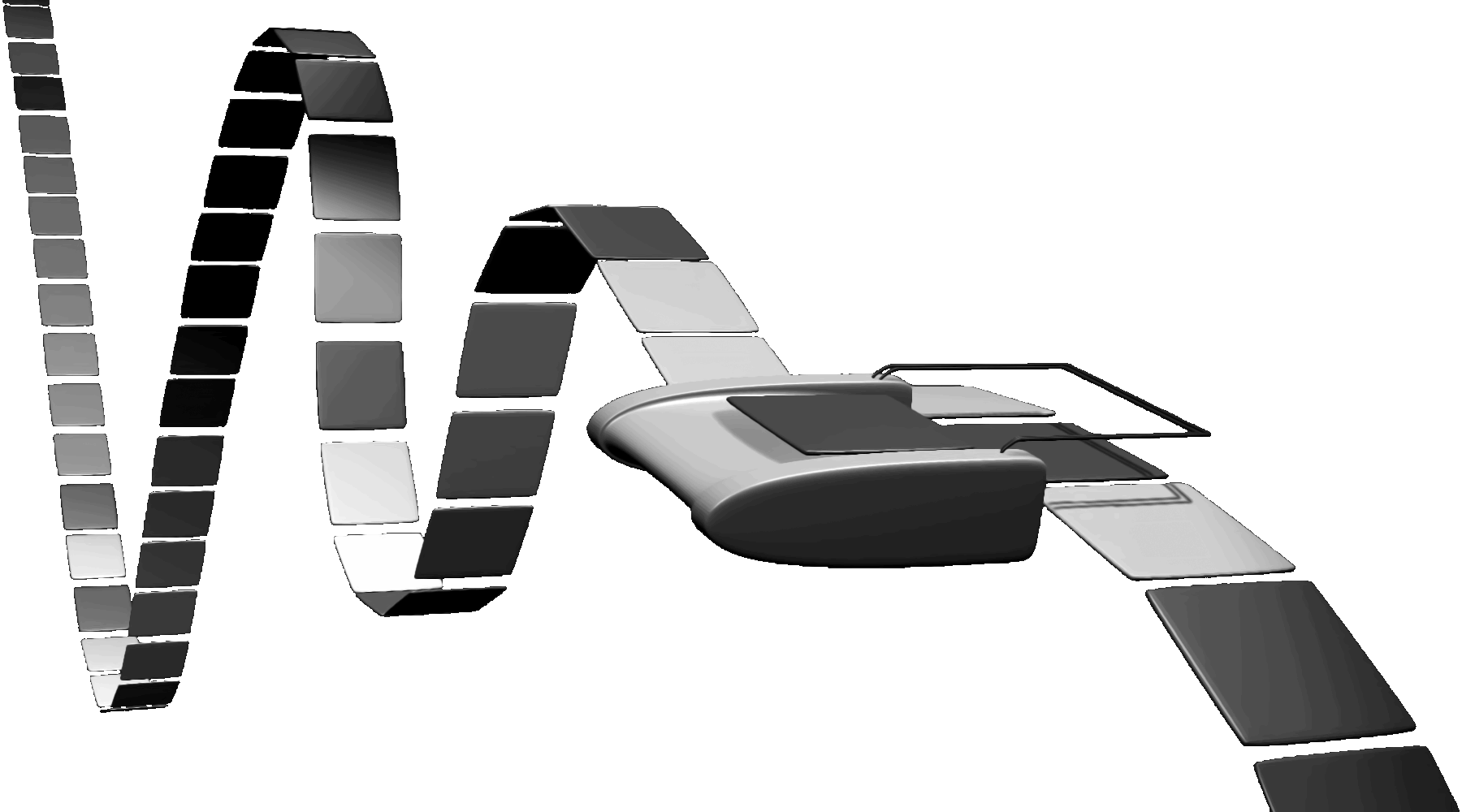
En Turingmaskin kan visualiseras som en oändlig remsa av delar som skrivs eller raderas en åt gången, där valet bestäms av ett ”tillstånd”. Enligt Putnams maskintillståndsfunktionalism är tillstånd i en abstrakt dator och mentala tillstånd i grund och botten samma.

Den första formuleringen av en sådan funktionalistisk teori lades fram av Putnam själv. Denna formulering, som i dag kallas ”maskintillståndsfunktionalism” (machine-state functionalism), inspirerades av de analogier som Putnam och andra lagt märke till mellan medvetandet och teoretiska Turingmaskiner, med förmågan att beräkna vilken given algoritm som helst.
I icke-tekniska termer kan en Turingmaskin visualiseras som en oändligt lång remsa uppdelad i rutor (minnet) med en lådliknande avläsningsapparat som finns ovanför och läser av en ruta av minnet i taget. Varje ruta är antingen blank (B) eller har en 1 skriven på sig. Dessa är maskinens indata. De möjliga uteffekterna är då:
- Halt: gör ingenting.
- H: flytta en ruta till höger.
- V: flytta en ruta till vänster.
- B: radera allting i rutan.
- 1: radera allting i rutan och skriv dit en 1:a.

Ett enkelt exempel på en Turingmaskin som skriver sekvensen ”111” efter att ha läst av tre blanka rutor specificeras av följande tabell:
|   | Tillstånd I                       | Tillstånd II                    | Tillstånd III                   |
| - | --------------------------------- | ------------------------------- | ------------------------------- |
| B | skriv 1; stanna i tillstånd I     | skriv 1; stanna i tillstånd II  | skriv 1; stanna i tillstånd III |
| 1 | gå åt höger; gå till tillstånd II | gå höger; gå till tillstånd III | [halt]                          |

Denna tabell visar att om maskinen är i tillstånd I och läser av en blank ruta (B), så kommer den att skriva en 1:a och förbli i det tillståndet. Om den är i tillstånd I och läser av en 1:a, så kommer den att flytta en ruta till höger och även gå till tillstånd II. Om den är i tillstånd II och läser av ett B, så kommer den att skriva en 1:a och förbli i tillstånd II. Om den är i tillstånd II och läser av en 1:a, så kommer den att flytta en ruta till höger och gå till tillstånd III. Om den slutligen är i tillstånd III och läser av ett B, så kommer den att skriva en 1:a och förbli i tillstånd III.
Funktionalismens poäng är tillståndens natur i Turingmaskinen. Varje tillstånd kan definieras i termer av dess förhållande till andra tillstånd och till indata och utdata. Tillstånd I är exempelvis bara det tillstånd i vilket maskinen, om den läser av ett B, skriver en 1:a och förblir i det tillståndet, och i vilket, om den läser en 1:a, flyttar en ruta till höger och går till ett annat tillstånd. Detta är den funktionella definitionen av tillstånd I; det är dess kausala roll i systemet. Detaljerna om hur det åstadkommer vad det åstadkommer och om dess materiella uppbyggnad är helt irrelevanta.
Enligt maskintillståndsfunktionalismen är ett mentalt tillstånds natur precis som naturen hos de maskinella tillstånden beskrivna ovan. Precis som tillstånd I bara är det tillstånd i vilket – givet indata B – det och det händer, så är egenskapen att vara i smärta tillståndet som får en att skrika ”Aj!” bli distraherad, undra över orsaken och så vidare.

### Avvisande av funktionalismen
I slutet av 1980-talet övergav Putnam funktionalismen och andra komputationella medvetandeteorier. Detta berodde främst på dessas svårigheter med att förklara vissa intuitioner vi har gällande externalismen hos mentalt innehåll. Detta illustreras av Putnams egna tankeexperiment Tvillingvärlden (se avsnittet om språkfilosofi). Han utvecklade även ett fristående argument mot funktionalismen 1988, baserat på Fodors allmänna version av multipel realiserbarhet. Putnam hävdade att funktionalismen egentligen är en urvattnad identitetsteori i vilken mentala tillstånd identifieras som funktionella sorter, och att mentala sorter kan realiseras multipelt över funktionella sorter. Argumentet mot funktionalismen är då att samma mentala tillstånd kan implementeras av olika tillstånd hos en universell Turingmaskin.
Trots Putnams avvisande av funktionalismen så har den fortsatt att blomstra och har utvecklats till flera olika versioner av tänkare som David Marr, Daniel Dennett, Jerry Fodor och David Kellogg Lewis. Funktionalismen hjälpte till att lägga grunden för den moderna kognitionsvetenskapen och är en dominerande teori inom dagens medvetandefilosofi.

## Språkfilosofi

### Semantisk externalism
Ett av Putnams bidrag till språkfilosofin är hans påstående att ”mening finns inte endast i huvudet”. Han illustrerade detta genom tankeexperimentet Tvillingvärlden, för att argumentera för att miljömässiga faktorer spelar en viktig roll i bestämmandet av mening. Enligt Putnam visade Tvillingvärlden detta, eftersom allting i tvillingvärlden är identiskt med jorden, förutom att dess sjöar, floder och hav är fyllda med XYZ istället för jordens H2O. När jordbon Fredrik således använder det jord-svenska ordet ”vatten” så har det en annan mening än det tvillingvärlds-svenska ordet ”vatten”, som används av hans fysiskt identiska tvilling, Frodrik, i tvillingvärlden. Eftersom Fredrik och Frodrik är omöjliga att skilja på fysiskt när de använder sina respektive ord, och eftersom deras ord har olika mening, så kan inte mening helt bestämmas av vad som finns i deras huvuden. Detta fick Putnam att anta en version av semantisk externalism angående mening och mentalt innehåll. Den framlidne medvetande- och språkfilosofen Donald Davidson skrev, trots sina många meningsskiljaktigheter med Putnam, att semantisk externalism utgjorde en "antisubjektivistisk revolution" i filosofers världssyn. Sedan Descartes tid har filosofer försökt bevisa kunskap från subjektiva upplevelser, men tack vare Putnam, Tyler Burge, och andra, så kan nu filosofin ta den objektiva verkligheten som faktisk och börja ifrågasätta de påstådda "sanningarna" hos subjektiva upplevelser.

### Meningsteori
Putnam bidrog tillsammans med Saul Kripke, Keith Donnellan och andra till vad som idag kallas den kausala referensteorin. Putnam hävdade i The Meaning of ”Meaning”, att de objekt som refererades till av naturliga sorts-termer – såsom tiger, vatten och träd – är de grundläggande elementen av dessa termers mening. Det finns en lingvistisk arbetsfördelning, analog med Adam Smiths ekonomiska arbetsfördelning, enligt vilken sådana termer får sina referenser bestämda av ”experter” i respektive vetenskapsområde till vilka termerna hör. Referensen hos termen ”lejon” bestäms exempelvis av zoologsamhället, referensen hos termen ”ek” bestäms av botanistsamhället och så vidare. Dessa referenser ses som rigida designatorer i Kripkes mening och sprids ut från det lingvistiska samhället.
Putnam specificerade en ändlig sekvens av element (en vektor) för beskrivningen av varje terms mening i språket. En sådan vektor består av fyra komponenter:
1. objektet som termen refererar till, exempelvis det objekt som utpekas av den kemiska formeln H2O,
2. en uppsättning typiska beskrivningar av termen, refererade till som ”stereotyperna”, till exempel ”transparent”, ”färglös” och ”hydratiserad”,
3. de semantiska indikatorerna som placerar objektet i en allmän kategori, till exempel ”naturliga sorter” och ”flytande”, samt
4. de syntetiska indikatorerna, till exempel "konkreta substantiv" och "odelbara substantiv".

En sådan ”meningsvektor” ger en beskrivning av ett uttrycks referens och användning inom ett specifikt lingvistiskt samhälle. Det anger villkoren för korrekt bruk av uttrycket och gör det möjligt att avgöra huruvida en enskild talare tillskriver uttrycket dess riktiga mening, eller huruvida dess användning har förändrats så pass mycket att dess mening är förändrad. Enligt Putnam var det legitimt att tala om förändring hos ett uttrycks mening endast om termens referens, och inte dess stereotyp, har förändrats. Det är emellertid nödvändigt att ta hänsyn till språkbrukets andra uttryck, eftersom det inte finns någon möjlig algoritm som kan bestämma vilken del – stereotypen eller referensen – som har förändrats. Eftersom det inte finns någon övre gräns för antalet uttryck som måste tas hänsyn till, förespråkade Putnam en form av semantisk holism.

## Matematikfilosofi
Putnam gav betydelsefulla bidrag till matematikfilosofin med det Quine-Putnamska ”oumbärlighetsargumentet” för matematisk realism. Argumentet ses av Stephen Yablo som ett av de bästa argumenten för existensen av abstrakta matematiska entiteter, som tal och mängder. Argumentet lyder som följer.
(a) Man är ontologiskt förpliktigad till (att acceptera existensen hos) alla entiteter som är oumbärliga för de bästa vetenskapliga teorierna, och endast till dessa entiteter.
(b) Matematiska entiteter är oumbärliga för de bästa vetenskapliga teorierna.
Alltså, (c) har vi en ontologisk förpliktelse till matematiska entiteter.
Rättfärdigandet av den första premissen är mest kontroversiell. Båda Putnam och Quine åberopade naturalism för att rättfärdiga sitt uteslutande av alla icke-vetenskapliga entiteter, och att därmed endast försvara ”endast”-delen av ”alla och endast”. Påståendet att ”alla” entiteter som postuleras av vetenskapliga teorier, inklusive nummer, bör accepteras som verkliga rättfärdigas av bekräftande holism. Eftersom teorier inte bekräftas delvis, utan som en helhet, finns det inget rättfärdigande av uteslutandet av någon av de entiteter som refereras till i välbekräftade teorier. Detta försätter nominalisten, som bland annat försöker utesluta existensen av mängder och icke-euklidisk geometri, men innesluta existensen av kvarkar och andra icke-upptäckbara fysiska entiteter, i ett svårt läge.
Putnam hävdade att matematiken, precis som fysiken och andra empiriska vetenskapsgrenar, använder både strikt logiska bevis och ”kvasiempiriska” metoder. Ett exempel på detta är Fermats sista teorem.

## Epistemologi

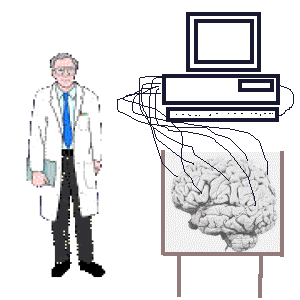
En ”hjärna i ett kar” – Putnam använde detta tankeexperiment för att visa att skeptikerna är fel ute.

Inom epistemologin (kunskapsteorin) var Putnam känd för sitt tankeexperiment Hjärnor i näringslösning (brain i a vat), som är en modern version av Descartes hypotes om den illvilliga demonen. Argumentet går ut på att man, för att vara koherent, inte kan hävda att det kan vara så att man endast är en ”hjärna i ett kar”, placerad där av en ”galen vetenskapsman”.
Detta följer från den kausala referensteorin. Ord används alltid till att referera till de ting som orden myntades för, det vill säga de ting som språkanvändaren ursprungligen stötte på. Så om en person, Sara, var en ”hjärna i ett kar”, vars upplevelser åstadkoms genom artificiella elektriska ledningar och liknande av en ”galen vetenskapsman”, så skulle Saras föreställning om en ”hjärna” inte referera till en ”riktig” hjärna, eftersom hon och hennes lingvistiska samhälle aldrig sett något sådant. Hon har snarare sett någonting som liknar en hjärna, men som egentligen var en bild som matades in i hennes medvetande genom artificiella elektriska ledningar. Hennes föreställning om ett ”kar” skulle på liknande sätt inte referera till ett ”riktigt” kar. Så om hon, som en ”hjärna i ett kar”, skulle säga ”Jag är en hjärna i ett kar”, så skulle hon egentligen säga ”Jag är en mental bild av en hjärna i en mental bild av ett kar”, vilket är inkoherent. Om hon å andra sidan inte är en ”hjärna i ett kar”, så skulle hennes påstående fortfarande vara inkoherent, men på grund av att hon nu menar motsatsen. Detta är en form av epistemologisk externalism: kunskap och rättfärdigande beror på faktorer utanför medvetandet och bestäms inte helt och hållet internt.
Putnam klargjorde senare att hans egentliga mål med argumentet inte var att tillbakavisa skepticismen, utan den metafysiska realismen. Eftersom sådan realism antar förekomsten av ett ”gap” mellan hur människan upplever världen och hur världen faktiskt är, så utgör sådana här skeptiska scenarion betydelsefulla utmaningar. Putnam försökte, genom att visa att sådana scenarion är omöjliga, visa att denna uppfattning om ett ”gap” mellan människans upplevelse av världen och världen i sig är absurd. Människan kan inte ha en guds inblick i verkligheten. Hon begränsas av sitt begreppsliga ramverk. Den metafysiska realismen är därför, enligt Putnam, falsk.